# Budziszewice (województwo wielkopolskie)
Budziszewice – wieś w Polsce położona w województwie wielkopolskim, w powiecie wągrowieckim, w gminie Skoki.
Miejscowość powstała dla robotników folwarcznych z (majątek Budziszewko) i istniała już w XVIII wieku jako Holendry Budziszewskie. W okresie międzywojennym we wsi istniało 25 gospodarstw (sześć polskich i dziewiętnaście niemieckich). Po II wojnie światowej na części opuszczonej ziemi utworzono Państwowe Gospodarstwo Rolne. Istniało ono do lat 70. XX wieku. W latach 1975–1998 miejscowość administracyjnie należała do województwa poznańskiego. W 2000 w osadzie istniały cztery gospodarstwa.